# Hucisko (województwo lubelskie)
Hucisko – wieś w Polsce, położona w województwie lubelskim, w powiecie zamojskim, w gminie Krasnobród.
W latach 1954–1959 wieś należała i była siedzibą władz gromady Hucisko, po jej zniesieniu w gromadzie Bondyrz. W latach 1975–1998 miejscowość administracyjnie należała do województwa zamojskiego.
Wieś jest sołectwem w gminie Krasnobród. Według Narodowego Spisu Powszechnego z roku 2011 wieś liczyła 146 mieszkańców.
Integralną częścią wsi Hucisko jest  Dąbrowa (SIMC:0891186).
Wierni Kościoła rzymskokatolickiego należą do parafii Opatrzności Bożej w Bondyrzu.

## Historia
Według Słownika geograficznego Królestwa Polskiego z roku 1882, Hucisko wieś i folwark należące do dóbr Krasnobród, w południowej stronie powiatu zamojskiego, ówczesnej gminie Podklasztor, parafii Krasnobród. Wieś odległa od Zamościa wiorst 34, Tomaszowa (Zamojskiego) wiorst 16, liczyła w roku domów dworskich l, osad włościańskich 27. Ludności wyznania rzymskokatolickiego 193 i prawosławnych 2, gruntu włościańskiego 404 mórg. Według noty słownika „gleba ziemi Żytna, przeważnie piaszczysta”.
Poprzednio w spisie z roku 1827 zanotowano we wsi 15 domów i 84 mieszkańców.